# Ammodaucus
Ammodaucus,  monotipski biljni rod iz porodice štitarki smješten u podtribus Daucinae, dio tribusa Scandiceae. Jedina vrsta je A. leucotrichus iz sjeverne Afrike i Kanara, s dvije podvrste
Biljka je ljekovita, a koristi se umedicini i kod marokanskih Berbera i Arapa, u čajevima i oblozima za liječenje raznih bolesti, uključujući ugrize zmija i respiratorne bolesti.

## Podvrste
- Ammodaucus leucotrichus subsp. leucotrichus
- Ammodaucus leucotrichus subsp. nanocarpus Beltrán-Tej.

## Sinonimi
- Thapsia leucotricha (Coss.) Simonsen, Rønsted, Weitzel & Spalik